# Ферджані Сассі
Ферджані Сассі (араб. فرجاني ساسي, нар. 18 березня 1992, Ар'яна) — туніський футболіст, півзахисник катарського клубу «Ад-Духаїль».
Виступав, зокрема, за клуби «Сфаксьєн», «Мец», «Есперанс» та «Замалек», а також національну збірну Тунісу.

## Клубна кар'єра
У дорослому футболі дебютував 2010 року виступами за команду клубу «Сфаксьєн», в якій провів п'ять сезонів, взявши участь у 79 матчах чемпіонату.
Своєю грою за цю команду привернув увагу представників тренерського штабу клубу «Мец», до складу якого приєднався 2015 року. Відіграв за команду з Меца наступний сезон своєї ігрової кар'єри. Більшість часу, проведеного у складі «Меца», був основним гравцем команди.
2016 року повернувся на батьківщину, ставши гравцем «Есперанса». За команду зі столиці Тунісу відіграв 39 матчів в національному чемпіонаті, забивши 9 голів і у 2017 році виграв чемпіонат країни. На початку 2018 року став гравцем саудівського «Аль-Насра» (Ер-Ріяд).

## Виступи за збірну
8 червня 2013 року дебютував в офіційних матчах у складі національної збірної Тунісу проти Сьєрра-Леоне (2:2). Сассі вийшов у стартовому складі і зіграв весь матч.
У складі збірної був учасником Кубка африканських націй 2015 року в Екваторіальній Гвінеї та Кубка африканських націй 2017 року у Габоні, після чого поїхав і на чемпіонат світу 2018 року у Росії.
Наразі провів у формі головної команди країни 78 матчів, забивши 6 голів.

## Титули і досягнення
- Чемпіон Тунісу (2): 2012-13, 2016-17
- Володар Саудовсько-єгиптського суперкубка (1): 2018
- Володар Кубка Єгипту (1): 2018-19
- Володар Кубка конфедерації КАФ (2): 2013, 2018-19
- Володар Суперкубка Єгипту (1): 2019-20
- Чемпіон Єгипту (1): 2020-21
- Володар Суперкубка КАФ (1): 2020
- Володар Кубка Еміра Катару (2): 2022, 2025
- Володар Кубка наслідного принца Катару (1): 2023
- Чемпіон Катару (1): 2022-23
- Володар Кубка зірок Катару (1): 2022-23